# Basílica de María Reina del Universo
La Basílica del Santuario Nacional de María, Reina del Universo (en inglés: Basilica of Mary, Queen of the Universe o bien  Basilica of the National Shrine of Mary, Queen of the Universe,) es una basílica católica de rito latino que se encuentra en Orlando, Florida, en el 8300 Vineland Avenue. Fue construida para dar servicio a la gran cantidad de turistas católicos que visitan las atracciones en el área de Orlando. Si bien es una iglesia de 2000 puestos de la Diócesis de Orlando y ofrece misa para los fieles, también se ha convertido en una atracción turística regional. En 2009, fue designada como la 63.ª basílica menor en los Estados Unidos . Dado que no es una parroquia , no hay sacramentos regulares en ella, y no hay boletines semanales para distribuir.
La capilla consta de la iglesia principal, el Jardín del Rosario, la capilla de madre e hijo al aire libre, la Capilla del Santísimo Sacramento, el Museo de la capilla y una tienda de regalos.